# Anthony King (Politikwissenschaftler)

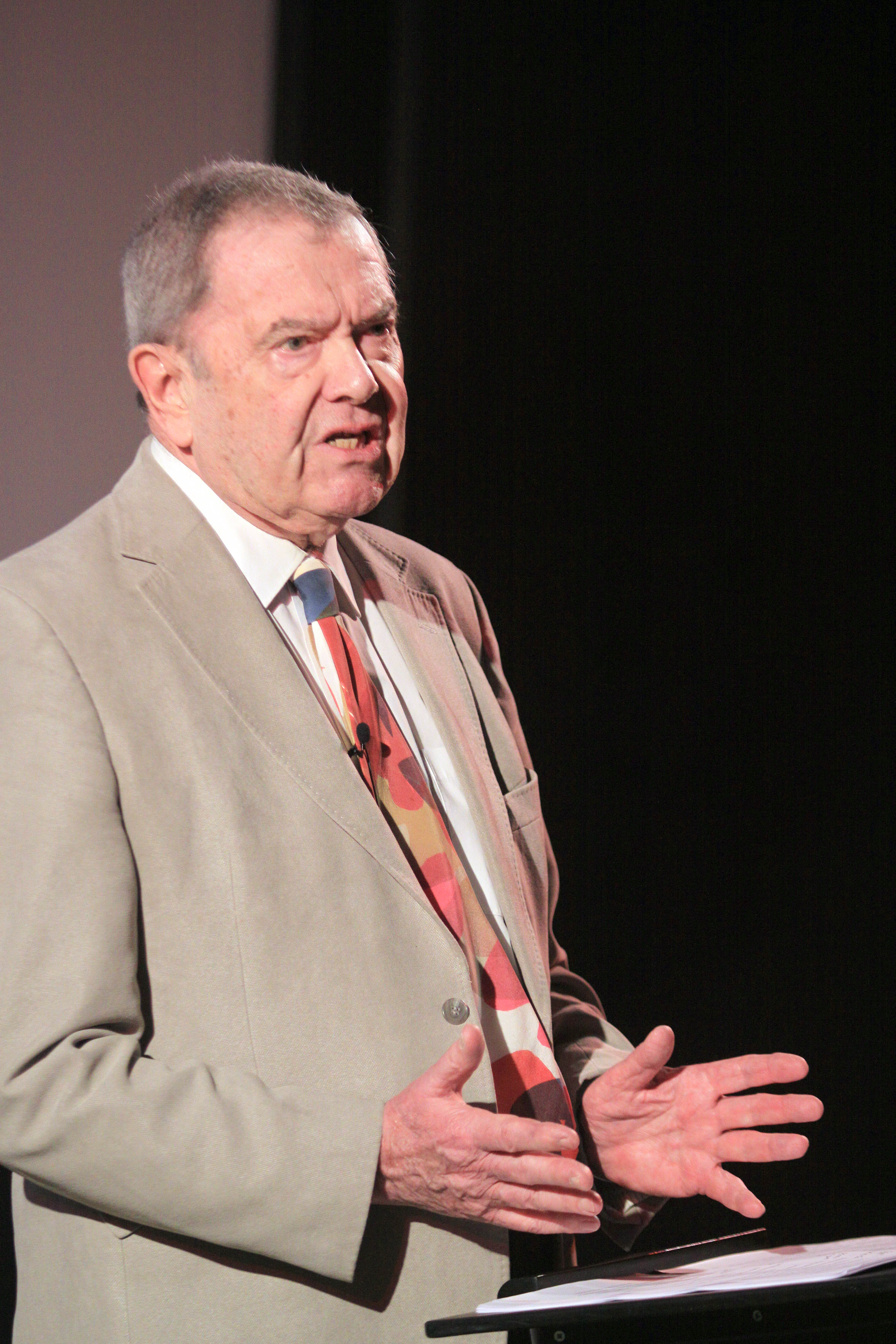
Anthony King (2014)

Anthony Stephen King (* 17. November 1934 in Kanada; † 12. Januar 2017) war ein kanadisch-britischer Politikwissenschaftler und Hochschullehrer mit Forschungsschwerpunkt Wahlforschung.

## Leben
King wurde in Kanada geboren und studierte an der Queen’s University sowie an der University of Oxford. Er wanderte in den 1950er Jahren nach Großbritannien aus, wo er nach seiner Promotion in Oxford an der University of Essex lehrte. Von 1972 bis 1977 war er Herausgeber des British Journal of Political Science. Für die BBC war er von 1983 bis 2005 Wahlanalytiker. King verstarb 2017 im Alter von 82 Jahren.
Er war Mitglied der Academia Europaea (1998) und der British Academy. 1993 wurde er in die American Academy of Arts and Sciences aufgenommen.

## Veröffentlichungen (Auswahl)
- (mit David Butler): The British general election of 1966. Macmillan, London 1966.
- (Hrsg.): The British Prime Minister. A reader. Macmillan, London 1969.
- British Members of Parliament. A self-portrait. Macmillan, London 1974, ISBN 0-333-17170-5.
- Why is Britain becoming harder to govern? British Broadcasting Corporation, London 1976, ISBN 0-563-10999-8.
- (Hrsg.): Both ends of the avenue. The presidency, the executive branch and congress in the 1980s (= AEI studies, Bd. 361). American Enterprise Inst. for Public Policy Research, Washington, D.C., 1983, ISBN 0-8447-3498-5.
- (Hrsg.): The new American political system (= AEI studies, Bd. 501). The AEI Press, Washington, D.C., 1990, ISBN 0-333-55053-6.
- The British prime ministership in the age of career politician. In: West European Politics, Bd. 14 (1991), S. 25–47.
- (Mitautor): Britain at the polls, 1992. Chatham House Publishers, Chatham, NJ 1993, ISBN 0-934540-96-9.
- (mit Ivor Crewe): SDP. The birth, life, and death of the Social Democratic Party. Oxford University Press, Oxford 1995, ISBN 0-19-828050-5.
- New labour triumphs. Britain at the polls. Chatham House Publ., Chatham, NJ 1998, ISBN 1-56643-057-7.
- (Hrsg.): British political opinion 1937 - 2000. The Gallup polls. Politico's, London 2001, ISBN 1-902301-88-9.
- (Hrsg.): Leaders' personalities and the outcome of democratic elections. Oxford University Press, Oxford 2002, ISBN 0-19-829791-2 (Reprint 2005).
- (Hrsg.): Britain at the polls, 2001. Chatham House Publ., New York 2002, ISBN 1-889119-74-1.
- The British constitution. Oxford University Press, Oxford 2007, ISBN 978-0-19-923232-1.
- The founding fathers v. the people. Paradoxes of American democracy. Harvard University Press, Cambridge, Mass. 2012, ISBN 978-0-674-04573-6.